# Albedyll (Adelsgeschlecht)

Wappen derer von Albedyll und von Albedyhll

Albedyll (auch Albedyhll, Albedyhl) ist der Name eines ursprünglich aus Riga stammenden Adelsgeschlechts. Es bestehen zwei weitere, 1798 und 1925 geadelte, namensgleiche Geschlechter.

## Geschichte
Das Geschlecht von Albedyll erscheint erstmals urkundlich 1349 in Riga mit Nicolaus Albedelle und beginnt seine Stammreihe mit Claves Albedille (urkundlich 1473–1503), der ein Vasall des Erzbischofs von Riga war. Es ging später in den Landadel über und erhielt den schwedischen Freiherrenstand am 2. März 1720. Der königlich schwedische Generalleutnant der Infanterie und Gouverneur von Riga, Heinrich Otto von Albedyll, erhielt am 2. März 1720 die Introduktion bei der schwedischen Ritterschaft zusammen mit dem königlich schwedischen Generalmajor der Kavallerie, Christer Henrick von Albedyll, letzterer unter dem Namen Freiherr von Albedyhll.
Die von Albedyll immatrikulierten sich 1745 bei der Estländischen Ritterschaft, 1747 bei der Livländischen Ritterschaft sowie auch bei der Kurländischen Ritterschaft. Mitte des 19. Jahrhunderts besaß das Adelsgeschlecht mit Karnitten ein Gut im ostpreußischen Kreis Mohrungen nahe dem alten Stammland.
Kurt Georg Emil von Albedyll (1855–1923), der jüngere Bruder des Eugen von Albedyll wanderte nach 1870 in die USA aus und wurde der Stammvater des sogenannten Amerikanischen Zweiges der Familie und damit aller in den USA lebenden von Albedylls; dies sind derzeit ca. 65–70 lebende männliche und weibliche geborene Albedylls. Die meisten Mitglieder der Familie leben in den Bundesstaaten Washington und Wisconsin.
Mit Gut Klessin im Oderland kam bis 1945 noch eine Besitzung östlich von Berlin zum Familieneigentum, bewirtschaftet durch Otto von Albedyll (1887–1957), Vorsitzender des Familienverbandes, der in der DDR blieb.

## Briefadelsgeschlechter
Das Geschlecht von Albedhyll (1798) geht auf Conrad, den natürlichen Sohn des preußischen Kapitäns Christer Philipp Wilhelm Freiherr d'Albedyhll zurück, der am 8. März 1798 die preußische Adelslegitimation erhielt. Es führt dasselbe Wappen wie die von Albedyll.

## Wappen

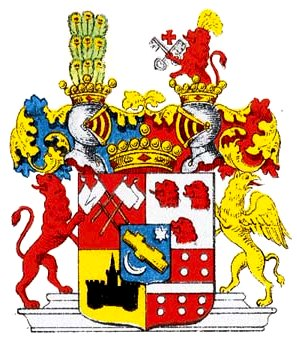
Gemehrtes Wappen der Freiherren von Albedyl von 1720

Das Stammwappen derer von Albedyll zeigt in Blau einen schrägrechts gestellten gekappten natürlichen Baumstamm mit oben zwei, unten einem Knorren, begleitet von oben einem silbernen Stern, unten einem Halbmond mit Gesicht. Auf dem Helm mit rechts blau-silbernen, links blau-goldenen Decken ein natürlicher Pfauenstoß von neun Federn.

## Bekannte Familienmitglieder
- Heinrich Otto von Albedyl (1666–1738), schwedischer Generalleutnant der Infanterie
  - Friedrich Christian von Albedyl (1699–1769), hannoverscher Geheimer Kammer- und Finanzrat
- August Friedrich Ludwig von Albedyll (1793–1865) verheiratet mit Ernestine Ulrike, geborene von Wedel (1801–1863)
  - Emil von Albedyll (1824–1897), preußischer General der Kavallerie
  - Georg von Albedyll (1835–1907), preußischer General der Kavallerie verheiratet mit Elisabeth, geborene von Wedel (* 1840)
    - Heinrich von Albedyll (1865–1942), deutscher Generalmajor
      - Sylvius von Lancken-Wakenitz-Albedyll (1899–1949), Oberstleutnant, auf Gutshaus Boldevitz[4]

    - Krister von Albedyll (1876–1942), Offizier und Schriftsteller
- Georg Friedrich von Albedyll (1799–1864) verheiratet mit Ottilie, geborene Fischer
  - Eugen von Albedyll (1842–1916), preußischer Generalleutnant
- Otto von Albedyll (1887–1957), auf Klessin, Präses des Familienverbandes